# Судовщиков, Николай Родионович
Николай Родионович Судовщико́в (1770 или 1771 — 3 декабря 1812) — русский драматург, коллежский советник.
После премьеры 24 апреля 1809 года на столичной сцене его первой комедии «Неслыханное диво, или Честный секретарь», получил некоторую известность и был назначен чиновником в Дирекцию императорских зрелищ и музыки, — на узловую должность письмоводителя (1810); должность эта позволяла иметь обширные связи и кое-какое влияние в литературной и театральной среде; исполнял, впрочем, эту должность недолго, из-за преждевременной смерти (1812).
Остро-сатирическая пьеса его, «Неслыханное диво, или Честный секретарь», как весьма удачная, ставилась ещё двадцать пять лет, — наравне с «Ябедой» Капниста, — однако сведения об её авторе, в отличие от сведений об авторе «Ябеды», довольно скудны.

## Биография
Сын генерал-майора артиллерии Родиона Артемьевича Судовщикова, умершего в должности обер-коменданта Екатеринбурга в декабре 1789 года.
В 1785 году записан сержантом в 1-й артиллерии Бомбардирский полк.
В 1790-м, в чине прапорщика, состоял адъютантом при коллеге своего отца, генерал-поручике П. И. Мелиссино, первоприсутствующем в канцелярии Главной артиллерии и фортификации.
В 1793-м направлен аудитором во 2-й артиллерии Канонирский полк.
Очевидно, связи отца и лёгкий и общительный характер довольно быстро продвигали юного офицера по служебной лестнице. Судовщиков вёл жизнь столичного кутилы и повесы, вследствие чего этот «весельчак, остроумнейший собеседник, сыпавший в разговоре рифмованными фразами, составитель едких эпиграмм, дебошир и проказник» то и дело сталкивался с управой благочиния; от грозивших неприятностей его не раз избавляли любившие его за остроумие вельможи Императрицы обер-шталмейстер Л. А. Нарышкин и генерал-прокурор А. А. Вяземский, в доме которого он жил.
Похоже, однажды Судовщиков зашёл слишком далеко, и в 1794-м был переведён поручиком в Сумской легкоконный полк. Другими словами, выслан из столицы.
Имея массу дарований, за исключением дарований военного, в 1796 году Судовщиков воспользовался сменой власти, вышел, в чине секунд-майора, в отставку и вернулся в Петербург. Возобновив некоторые прежние связи, особенно близко сошёлся с бывшим приятелем своим, сочинителем Н. Ф. Эминым, в то время преподававшим в Академии наук, и через него — с его образованным окружением. В то же время искал себя в статской службе: сначала в Комиссии нового Уложения; затем в Мануфактур-коллегии; пока, наконец, не остановился на скромной должности советника Казанской экспедиции Департамента уделов (1801—1809).
В 1802 году в Цензурный комитет передана была рукопись пьесы «Неслыханное диво, или Честный секретарь» — почему-то за подписью А. М. Ченыхаева, из-за чего позже высказывались сомнения в неоспоримом, в общем-то, авторстве Н. Р. Судовщикова. В том же году пьеса была опубликована в Москве, однако к сцене допущена лишь в 1809-м, в бенефис общего любимца столицы комика Рыкалова. С некоторым осуждением «за грубую натуралистичность», пьеса, всё же, была принята публикой «за забавность сцен и характеров» и под названием «Великодушный секретарь» держалась на сцене столичного театра до 1820-х, а в провинциях и позже — до первой половины 1830-х годов.
Карьера Судовщикова круто пошла вверх. Вскоре после премьеры он перешёл на должность Управляющего письмоводством в Дирекцию императорских зрелищ и музыки. Дирекцию тогда возглавлял сын его бывшего покровителя, обер-шталмейстера Льва Нарышкина, — обер-камергер Александр Львович Нарышкин, правой рукой которого при этом был старинный друг уже упоминавшегося Н. Ф. Эмина — выдающийся драматург князь А. А. Шаховской.
В следующем году Судовщиков в качестве члена-сотрудника уже участвует в торжественно открытом Г. Р. Державиным 14 марта 1811 года литературном обществе «Беседы любителей российского слова». В бумагах общества он записан в III-й разряд, Попечителем которого был, к примеру, И. И. Дмитриев, Председателем — Д. И. Хвостов, а среди действительных членов разряда — князь А. А. Шаховской и князь Б. В. Голицын.
Спустя полтора месяца после первого заседания «Беседы», 3 мая 1811 года, Н. Р. Судовщиков стал кавалером ордена Святого Владимира IV степени с высочайшей оценкой "за ревностное служение и отличную исправность".
Окрылённый успехом, Судовщиков пишет следующую пьесу — «Опыт искусства», в которой в стихах описано устройство некоего опытного актёра на работу в театр, и представляющего директору театра поочерёдно учителя, немку, подьячего, сваху, солдата и охотника. Тут началась война, в конце которой, в декабре 1812 года, Н. Р. Судовщиков, в возрасте около 40 лет, неожиданно умер. Пьеса осталась в рукописи и была опубликована лишь в 1849 году.
Долгое время Н. Р. Судовщикова считали автором ещё одной пьесы — «Не знаешь, не ревнуй, а знаешь, так молчи», однако было доказано, что пьеса принадлежит перу друга Судовщикова — писателя Н. Ф. Эмина.